# 托尼·文西奎拉
安東尼·文西奎拉（英語：Anthony Vinciquerra，1954年8月30日—）是一名美國電影高階主管，現任索尼影視娛樂的董事長兼執行長。他之前是福斯傳媒的總裁兼執行長。

## 早年生活
文西奎拉出生於紐約州奧爾巴尼，與三個姐妹在一套兩居室的公寓中長大。他年輕時打過各種零工，大學時開始從事廣播廣告銷售工作。他於1977年畢業於奧爾巴尼大學。

## 職業生涯

### CBS、赫茲-阿蓋爾與福斯
文西奎拉的職業生涯從電視廣播廣告銷售開始，先後服務於地方電視台和CBS，1999年被任命為赫茲-阿蓋爾電視的營運長。他於2001年12月加入福斯，擔任福斯電視網總裁。2002年，他被任命為福斯傳媒的總裁兼執行長，並於2008年被任命為董事長。2011年離開福斯後，他在TPG資本擔任娛樂顧問。
2009年，文西奎拉入選廣播與有線電視名人堂。他曾擔任環球電視網、Pandora媒體、摩托羅拉行動、DirecTV和高通的董事會成員。

### 索尼影視娛樂
2017年5月，文西奎拉宣佈將擔任索尼影視娛樂執行長一職，該職位是由麥可·林頓宣佈離任前往色拉布後留下的空缺。文西奎拉受聘負責監督索尼影業電影集團、索尼影業電視以及全球媒體網路。在他任職期間，他增加了索尼各部門 (例如電影事業群) 與索尼互動娛樂之間的合作關係，進而開發了（2022年）、《最後生還者》和《烈火戰車》等作品。他扭轉了電影票房業績下滑的趨勢，並加強電視部門的實力，帶領公司實現了「戲劇性的轉變」，連續五年利潤增加，營業收入創下新高。
在負責索尼影業電視的期間，文西奎拉曾在2021年電視問答節目《危險邊緣》的長期主持人艾力克斯·崔貝克去世後，參與聘請邁克·理查茲和馬伊姆·拜力克擔任該節目的聯合主持人。在他的任何一集節目播出之前，理查茲在他的播客中發表了一些不敏感的言論，之後他就下台了。文西奎拉協助管理重新開始的主持人搜尋工作，最後在2022年7月與拜力克和肯·詹寧斯達成協議，讓他們擔任節目輪流的共同主持人
在2023年演員工會-美國電視和廣播藝人聯合會和美國編劇協會大罷工期間，他游說電影和電視製片人聯盟降級談判，與工會恢復談判。他也主張編劇工會與製片公司「達成共識」，在電影和電視製作中使用生成式AI。

## 個人生活
2001年，文西奎拉搬到洛杉磯，遇到了他的妻子托尼·奈特（Toni Knight），她是一位廣告主管，現在擁有自己的公司。他們共育有三個孩子，並於2020年離婚。

## 外部連結
- 托尼·文西奎拉在互联网电影资料库（IMDb）上的資料（英文）